# Charles-Antoine Leclerc de La Bruère
Charles-Antoine Leclerc de La Bruère (Crépy-en-Valois, 11 giugno 1714 – Roma, 18 settembre 1754) è stato un drammaturgo e storico francese.

## Biografia
È conosciuto soprattutto come autore del libretto della tragedia lirica  Dardanus di Jean-Philippe Rameau. Questo è stato generalmente considerato uno dei suoi libretti peggiori. Vi sono amalgamati elementi mitologici e reminiscenze dell'epica del Rinascimento italiano in un'azione di consumata improbabilità. Dovette essere modificato più volte per contrastare le numerose critiche.
Con Louis Fuzelier (altro librettista di Rameau), fu, dal novembre 1744 al giugno 1748, condirettore del Mercure de France per nomina reale.
Nel 1749, si recò a Roma come segretario di ambasciata presso il duca di Nivernais.

## Opere
- Les Mécontents, commedia in un atto, Parigi, Comédie-Française, 1º dicembre 1734
- Les Voyages de l'Amour, balletto in quattro atti, Parigi, Académie royale de musique, 3 maggio 1736
- Dardanus, tragedia lirica in cinque atti e un prologo[1], musica di Jean-Philippe Rameau, Parigi, Académie royale de musique, 19 novembre 1739
- La Convalescence du Roi, poema, 1744
- Histoire du règne de Charlemagne, 1745, 2 vol.
- Érigone, balletto in un atto, musica di Mondonville, Versailles, Théâtre des petits appartements, 21 marzo 1748
- Le Prince de Noisy, balletto eroico in tre atti, musica di François Rebel e François Francœur, Versailles, Théâtre des petits appartements, 13 marzo 1749
- La Coquette fixéee, commedia in tre atti in versi, con il duca di Nivernais e Voisenon, Parigi, Comédiens italiens ordinaires du roi, 10 marzo 1746
- Les Fêtes de Paphos, balletto eroico, Parigi, Académie royale de musique, 9 maggio 1758
- Linus, tragedia lirica in cinque atti, musica di Pierre Montan Berton, Antoine Dauvergne e Jean-Claude Trial, 1769